# Sébastien Lacroix
Sébastien Lacroix (Bois-d'Amont, 20 aprile 1983) è un ex combinatista nordico francese.

## Biografia
In Coppa del Mondo ha esordito il 10 febbraio 2001 a Liberec (25°), ha ottenuto il primo podio il 24 gennaio 2010 a Schonach (2°) e la prima vittoria il 16 dicembre 2011 a Seefeld in Tirol.
In carriera ha preso parte a due edizioni dei Giochi olimpici invernali, Vancouver 2010 (19° nel trampolino normale, 19° nel trampolino lungo, 4° nella gara a squadre) e Soči 2014 (28º nel trampolino normale, 21º nel trampolino lungo, 4º nella gara a squadre), e a quattro dei Campionati mondiali, vincendo tre medaglie.

## Palmarès

### Mondiali
- 3 medaglie:
  - 2 ori (gara a squadre dal trampolino normale, sprint a squadre dal trampolino lungo a Val di Fiemme 2013)
  - 1 bronzo (gara a squadre dal trampolino normale a Falun 2015)

### Mondiali juniores
- 3 medaglie:
  - 2 argenti (gara a squadre a Schonach 2002; individuale a Sollefteå 2003)
  - 1 bronzo (gara a squadre a Sollefteå 2003)

### Coppa del Mondo
- Miglior piazzamento in classifica generale: 10º nel 2013
- 13 podi (1 individuale, 12 a squadre):
  - 1 vittoria (a squadre)
  - 4 secondi posti (a squadre)
  - 8 terzi posti (1 individuale, 7 a squadre)

#### Coppa del Mondo - vittorie
| Data             | Località         | Nazione | Trampolino        | Spec.                                      |
| ---------------- | ---------------- | ------- | ----------------- | ------------------------------------------ |
| 16 dicembre 2011 | Seefeld in Tirol | Austria | Toni Seelos HS109 | T SP NH/2x7,5 km (con Jason Lamy-Chappuis) |

Legenda:

SP = sprint

T = gara a squadre

NH = trampolino normale